# ستان بيرسون
ستان بيرسون (بالإنجليزية: Stan Pearson)‏ (1888 في المملكة المتحدة - ) هو لاعب كرة قدم بريطاني (وحمل سابقاً جنسية المملكة المتحدة لبريطانيا العظمى وأيرلندا) في مركز الوسط. لعب مع هدرسفيلد تاون.